# Bruno Telushi
Bruno Telushi (n. 14 noiembrie 1990, Vlora, Albania) este un fotbalist albanez care joacă ca mijlocaș defensiv pentru clubul albanez Partizani Tirana. Din 2014 până în 2017 a ocupat funcția de căpitan al echipei Flamurtari Vlorë, înlocuindu-l pe Franc Veliu.

## Cariera pe echipe

### Flamurtari Vlorë
S-a întors la clubul din orașul său natal Flamurtari Vlorë în 2011 și a fost imediat introdus în prima echipă, deși a fost rezervă neutilizată în trei dintre meciurile din calificările pentru Europa League de la începutul sezonului. El și-a făcut debutul pentru Flamurtari și în Superliga Albaniei pe 11 septembrie 2011 împotriva lui Kamza, care a promovat recent, într-o victorie cu 2-1, iar Telushi a jucat 90 de minute. Flamurtari a terminat sezonul pe locul patru, iar din moment ce Tirana a fost câștigătoarea Cupei Albaniei, Flamurtari și-a câștigat dreptul de juca în calificările pentru Europa League în sezonul următor.
Telushi și-a făcut debutul în meciurile europene pe 5 iulie 2012 în turul primei runde de calificare a UEFA Europa League 2012-2013 împotriva echipei maghiare Honvéd acasă, jucând 90 de minute în înfrângerea echipei sale. El și-a încheiat campania europeană, jucând 73 de minute în meciul retur de pe Stadionul Bozsik, în timp ce Flamurtari a fost eliminată cu 3-0 la general.
La 10 noiembrie 2013, Telushi a marcat prima dublă din carieră în a 11-a etapă a Superligii Albaneze împotriva lui Lushnja; a marcat primele doua goluri, după care a fost înlocuit cu Orjand Beqiri în minutul 83, cand Flamurtari Vlorë a câștigat cu 4-3 mulțumită unui gol marcat de Lorenc Shehaj în ultimele secunde ale meciului.
La 11 noiembrie 2014, Telushi a fost numit noul căpitan al echipei Flamurtari Vlorë datorită meciurilor sale bune, preluând banderola de la Franc Veliu.
La data de 17 octombrie 2015, Telushi a jucat în meciul cu numărul 100 în campionat în timpul remizei scor 1-1 împotriva Tiranei, jucând 90 de minute pe stadionul Qemal Stafa. La 7 noiembrie 2015, în timpul meciului cu Teuta Durrës de pe stadionul Niko Dovana, Telushi a primit un cartonaș roșu în minutul 81 după ce l-a lovit pe fundașul lui Teuta, Silvester Shkalla. Flamurtari a pierdut meciul cu 3-1. Patru zile mai târziu, el a fost suspendat pentru 5 meciuri pentru faultulsău de către Comisia de Disciplină a AFA.
La data de 17 februarie a anului următor, în meciul retur din optimile Cupei Albaniei din sezonul 2015-2016, Telushi a marcat primul gol din meciul împotriva Tiranei în minutul 16, într-o victorie cu 2-1. Flamurtari, în ciuda faptului că a pierdut 1-0 în tur, a progresat până la semifinale competiției mulțumită golului marcat în deplasare.
În timpul sezonului 2016-2017, Telushi a jucat în 32 de meciuri de campionat, înscriind de patru ori, ajutându-și echipa să evite retrogradarea având cu doar un punct mai mult decât următoarea clasată. El a jucat, de asemenea, 5 meciuri în Cupa Albaniei, marcând de trei ori, inclusiv o dublă în prima rundă împotriva lui Iliria Fushë-Krujë cu Flamurtari fiind eliminată în sferturile de finală.

### Slaven Belupo
La 10 iunie 2017, s-a anunțat faptul că Telushi a părăsit-o pe Flamurtari și că își caută o echipă în străinătate, cu Telushi cerând conducerii să-i rezilieze contractul, lucru acceptat de aceasta. La 13 iunie 2017, Telushi s-a alăturat echipei Slaven Belupo din Prva HNL din postura de jucător liber de contract. El a fost prezentat în aceeași zi în care a semnat un contract de doi ani, cu opțiune de prelungire pe încă un an. După primele trei apariții la club, a fost ales ca jucătorul săptămânii în Prva HNL. După un început bun, Telushi și-a pierdut locul în echipa de start, după care a părăsit clubul în decembrie 2017. El a jucat 9 meciuri, dintre care 8 în campionat, ultimul meci pe care l-a jucat la Belupo având loc pe 16 septembrie.

### Partizani Tirana
La 12 decembrie 2017, Telushi a început să se antreneze cu Partizani Tirana. Trei zile mai târziu, a semnat un contract cu clubul pe două sezoane și jumătate, primind numărul său preferat, 17. El a jucat primul meci la Partizani pe 26 ianuarie, fiind integralist în meciul cu fosta sa flană Flamurtari Vlorë, în care Partizani a fost învinsă în ultima fază.
Telushi a început noul sezon pe 17 august, jucând 90 de minute în primul meci al sezonului, o înfrângere cu 1-0 în fața lui Skënderbeu Korçë. În a doua etapă, care a avut loc opt zile mai târziu, a marcat în meciul cu Kamza dintr-o lovitură liberă directă, care a adus echipei prima victorie a sezonului.

## Cariera la națională

### Tineret
În octombrie 2006, Telushi a fost chemat să joace pentru echipa sub 17 ani a Albaniei în calificările pentru Campionatul European sub 17 ani al UEFA. El a debutat pentru echipă pe 15 octombrie, în deplasare scor 4-1 deplasare cu Finlanda.
Telushi și-a făcut debutul pentru Albania U21 pe 6 septembrie 2011 în timpul meciului cu Moldova pentru calificările Campionatului European sub 21 de ani al UEFA. El a intrat pe teren în minutul al 33-lea în locul atacantul accidentat Armando Pasha și a marcat ulterior cel de-al patrulea gol al meciului în minutul 79 într-o eventuală victorie scor 4-3. Telushi a început ca titular în cel de-al patrulea meci al grupei de pe 14 noiembrie 2011, într-o remiză de 2-2 cu Portugalia, jucând pentru 80 de minute înainte de a fi înlocuit de Vasil Shkurtaj. Albania a terminat grupa de calificare, Grupa 6, cu o singură victorie, două egaluri și cinci înfrângeri, cu doar cinci puncte.

### Seniori
La 11 noiembrie 2012, Telushi a fost chemat pentru prima dată la echipa națională de fotbal a Albaniei de către antrenorul Gianni De Biasi, înainte de un amical împotriva Camerunului. El a fost o rezervă neutilizată în meciul care s-a terminat cu o remiză fără gol la Stade de Genève.

## Stil de joc
Telushi joacă deobicei ca mijlocaș central, dar poate juca în mai multe poziții la mijlocul terenului. El este un jucător foarte energic, care de asemenea se lipește de gol datorită șutului său precis de la distanță. El este, de asemenea, cunoscut pentru că înscrie multe goluri din lovituri libere și penaltiuri. Modelul lui Telushi este fostul mijlocaș britanic Steven Gerrard.

## Statistici privind cariera

### Club
Până pe 25 august 2018 
| Club             | Sezon         | Campionat          | Campionat | Campionat | Cupă    | Cupă   | Europa  | Europa | Altele  | Altele | Total   | Total  |
| Club             | Sezon         | Divizie            | Meciuri   | Goluri    | Meciuri | Goluri | Meciuri | Goluri | Meciuri | Goluri | Meciuri | Goluri |
| ---------------- | ------------- | ------------------ | --------- | --------- | ------- | ------ | ------- | ------ | ------- | ------ | ------- | ------ |
| Flamurtari Vlorë | 2011-2012     | Superliga Albaniei | 19        | 1         | 12      | 0      | 0       | 0      | -       | -      | 31      | 1      |
| Flamurtari Vlorë | 2012-2013     | Superliga Albaniei | 23        | 0         | 8       | 0      | 2       | 0      | -       | -      | 33      | 0      |
| Flamurtari Vlorë | 2013-2014     | Superliga Albaniei | 21        | 3         | 4       | 1      | -       | -      | -       | -      | 25      | 4      |
| Flamurtari Vlorë | 2014-2015     | Superliga Albaniei | 31        | 4         | 2       | 0      | 4       | 0      | 1       | 0      | 38      | 4      |
| Flamurtari Vlorë | 2015-2016     | Superliga Albaniei | 28        | 6         | 6       | 1      | -       | -      | -       | -      | 34      | 7      |
| Flamurtari Vlorë | 2016-2017     | Superliga Albaniei | 32        | 4         | 5       | 3      | -       | -      | -       | -      | 37      | 7      |
| Flamurtari Vlorë | Total         | Total              | 154       | 18        | 37      | 5      | 6       | 0      | 1       | 0      | 198     | 23     |
| Slaven Belupo    | 2017-2018     | Prva HNL           | 8         | 0         | 1       | 0      | -       | -      | -       | -      | 9       | 0      |
| Partizani Tirana | 2017-2018     | Superliga Albaniei | 10        | 0         | 1       | 0      | -       | -      | -       | -      | 11      | 0      |
| Partizani Tirana | 2018-2019     | Superliga Albaniei | 2         | 1         | 0       | 0      | 2       | 0      | -       | -      | 4       | 1      |
| Partizani Tirana | Total         | Total              | 12        | 1         | 1       | 0      | 2       | 0      | -       | -      | 15      | 1      |
| Total carieră    | Total carieră | Total carieră      | 174       | 19        | 40      | 5      | 8       | 0      | 1       | 0      | 222     | 25     |

1. 1 2 3  All appearance(s) in UEFA Europa League
2. ↑  Appearance in Albanian Supercup

## Onoruri

### Club
Virtus Entella
- Eccellenza: 2007-2008
- Cupa Albaniei : 2013-2014

Fk Partizani
- Superliga Albaniei 2018-2019